# Freestyle-Skiing-Weltmeisterschaften 2025
Die 21. Freestyle-Skiing-Weltmeisterschaften fanden im März 2025 im Engadin statt. Sie wurden gleichzeitig mit den Snowboard-Weltmeisterschaften 2025 abgehalten, somit gab es zum insgesamt fünften Mal eine „Doppel-WM“ aus Freestyle-Skiing und Snowboard. Die Wettkämpfe im Aerials, Moguls und Skicross fanden auf Corviglia statt, Slopestyle und Halfpipe am Piz Corvatsch sowie Big Air auf der Olympiaschanze in St. Moritz.

## Vergabe
Die Vergabe erfolgte am 2. April 2021 durch den Internationalen Skiverband. Das Engadin war dabei der einzige Bewerber für 2025.

## Medaillenspiegel
Endstand nach 16 Entscheidungen
| Platz | Land                   |   |   |   |   |
| ----- | ---------------------- | - | - | - | - |
| 1     | Schweiz                | 5 | 1 | 2 | 8 |
| 2     | Vereinigte Staaten     | 3 | 4 | 2 | 9 |
| 3     | Neuseeland             | 2 | – | – | 2 |
| 4     | Kanada                 | 1 | 2 | 3 | 6 |
| 5     | Japan                  | 1 | 2 | 1 | 4 |
| 6     | Frankreich             | 1 | 1 | – | 2 |
| 7     | Norwegen               | 1 | – | 1 | 2 |
| 7     | Italien                | 1 | – | 1 | 2 |
| 9     | Vereinigtes Königreich | 1 | – | – | 1 |
| 10    | Volksrepublik China    | – | 2 | – | 2 |
| 11    | Deutschland            | – | 1 | 1 | 2 |
| 11    | Finnland               | – | 1 | 1 | 2 |
| 13    | Österreich             | – | 1 | – | 1 |
| 13    | Ukraine                | – | 1 | – | 1 |
| 15    | Australien             | – | – | 2 | 2 |
| 16    | Kasachstan             | – | – | 1 | 1 |
| 16    | Südkorea               | – | – | 1 | 1 |

## Ergebnisse Frauen

### Aerials
| Platz         | Land | Sportler         | Punkte |
| ------------- | ---- | ---------------- | ------ |
| Finale 2      |      |                  |        |
| 1             | USA  | Kaila Kuhn       | 105,13 |
| 2             | CHN  | Xu Mengtao       | 99,16  |
| 3             | AUS  | Danielle Scott   | 96,93  |
| 4             | CHN  | Chen Xuezheng    | 93,41  |
| 5             | CAN  | Marion Thénault  | 90,15  |
| 6             | CHN  | Shao Qi          | 76,32  |
| Finale        |      |                  |        |
| 7             | AUS  | Laura Peel       | 85,86  |
| 8             | AUS  | Airleigh Frigo   | 79,06  |
| 9             | UKR  | Anhelina Brykina | 78,75  |
| 10            | CHN  | Chen Meiting     | 77,70  |
| 11            | USA  | Dani Loeb        | 77,49  |
| 12            | KAZ  | Ayana Zhouldas   | 64,57  |
| Qualifikation |      |                  |        |
| 15            | GER  | Emma Weiß        | 70,76  |

Qualifikation: 29. März 2025
Finale: 30. März 2025

Es waren 19 Sportlerinnen am Start.

### Big Air
| Platz | Land | Sportlerin       | Punkte |
| ----- | ---- | ---------------- | ------ |
| 1     | ITA  | Flora Tabanelli  | 176,75 |
| 2     | SUI  | Sarah Höfflin    | 170,75 |
| 3     | FIN  | Anni Kärävä      | 167,75 |
| 4     | CAN  | Olivia Asselin   | 167,00 |
| 5     | CAN  | Megan Oldham     | 162,00 |
| 6     | CHN  | Liu Mengting     | 161,25 |
| 7     | AUT  | Lara Wolf        | 155,00 |
| 8     | CHN  | Han Linshan      | 10,00  |
|       |      |                  |        |
| 11    | CHE  | Anouk Andraska   | 142,50 |
| 20    | CHE  | Mathilde Gremaud | 90,50  |

Qualifikation: 26. März 2025

Finale: 29. März 2025

Es waren 24 Sportlerinnen am Start.

### Halfpipe
| Platz | Land | Sportlerin       | Punkte |
| ----- | ---- | ---------------- | ------ |
| 1     | GBR  | Zoe Atkin        | 93,50  |
| 2     | CHN  | Li Fanghui       | 93,00  |
| 3     | CAN  | Cassie Sharpe    | 88,00  |
| 4     | CAN  | Rachael Karker   | 86,25  |
| 5     | USA  | Svea Irving      | 83,25  |
| 6     | CHN  | Chen Zihan       | 79,25  |
| 7     | CHN  | Zhang Kexin      | 71,75  |
| 8     | CHN  | Liu Yishan       | 69,75  |
| 9     | NZL  | Mischa Thomas    | 56,00  |
| 10    | USA  | Kate Gray        | 52,25  |
| 11    | CAN  | Dillan Glennie   |        |
| 12    | CAN  | Amy Fraser       |        |
|       |      |                  |        |
| 13    | GER  | Sabrina Cakmakli | 69,00  |

Qualifikation: 28. März 2025

Finale: 30. März 2025

Es waren 18 Sportlerinnen am Start.

### Moguls
| Platz | Land | Sportlerin                  | Punkte |
| ----- | ---- | --------------------------- | ------ |
| 1     | FRA  | Perrine Laffont             | 77,92  |
| 2     | JPN  | Hinako Tomitaka             | 75,15  |
| 3     | CAN  | Maïa Schwinghammer          | 74,92  |
| 4     | CAN  | Laurianne Desmarais-Gilbert | 69,64  |
| 5     | FRA  | Camille Cabrol              | 68,44  |
| 6     | JPN  | Haruka Nakao                | 67,57  |
| 7     | AUS  | Charlotte Wilson            | 54,27  |
| 8     | USA  | Jaelin Kauf                 | 45,11  |
| 9     | FRA  | Marie Duaux                 | 71,71  |
| 10    | KAZ  | Anastassija Gorodko         | 71,57  |
|       |      |                             |        |
| 17    | AUT  | Avital Carroll              | 66,12  |
| 19    | GER  | Hanna Weese                 | 53,53  |
| 37    | GER  | Annika Merz                 | 37,01  |

Qualifikation: 18. März 2025
Finale: 19. März 2025

37 Sportlerinnen waren am Start.

### Dual Moguls
| Platz | Land | Sportlerin          |
| ----- | ---- | ------------------- |
| 1     | USA  | Jaelin Kauf         |
| 2     | USA  | Tess Johnson        |
| 3     | KAZ  | Anastassija Gorodko |
| 4     | USA  | Kylie Kariots       |
| 5     | FRA  | Perrine Laffont     |
| 6     | USA  | Kasey Hogg          |
| 7     | CAN  | Jessica Linton      |
| 8     | JPN  | Rino Yanagimoto     |
|       |      |                     |
| 28    | AUT  | Avital Carroll      |
| 35    | GER  | Annika Merz         |

Finale: 21. März 2025

35 Sportlerinnen waren am Start.

### Skicross
| Platz | Land | Sportlerin               |
| ----- | ---- | ------------------------ |
| 1     | SUI  | Fanny Smith              |
| 2     | CAN  | Courtney Hoffos          |
| 3     | GER  | Daniela Maier            |
| 4     | FRA  | Marielle Berger Sabbatel |
| 5     | FRA  | Jade Grillet Aubert      |
| 6     | FRA  | Anouck Errard            |
| 7     | FRA  | Mylene Ballet Baz        |
| 8     | CAN  | India Sherret            |
|       |      |                          |
| 10    | SUI  | Talina Gantenbein        |
| 11    | SUI  | Saskja Lack              |
| 12    | GER  | Veronika Redder          |
| 14    | AUT  | Katrin Ofner             |
| 15    | GER  | Luisa Klapprott          |
| 17    | AUT  | Christina Födermayr      |
| 21    | SUI  | Natalie Schär            |

Qualifikation: 20. März 2025
Finale: 21. März 2025

28 Sportlerinnen waren am Start.

### Slopestyle
| Platz | Land | Sportlerin        | Punkte |
| ----- | ---- | ----------------- | ------ |
| 1     | SUI  | Mathilde Gremaud  | 85,65  |
| 2     | AUT  | Lara Wolf         | 73,33  |
| 3     | CAN  | Megan Oldham      | 70,63  |
| 4     | ITA  | Flora Tabanelli   | 66,34  |
| 5     | NZL  | Ruby Star Andrews | 60,91  |
| 6     | GBR  | Kirsty Muir       | 58,24  |
| 7     | FIN  | Anni Kärävä       | 47,40  |
| 8     | CHN  | Liu Mengting      | 57,42  |
|       |      |                   |        |
| 16    | SUI  | Sarah Höfflin     | 52,96  |
| 19    | GER  | Muriel Mohr       | 47,96  |

Qualifikation: 19. März 2025
Finale: 21. März 2025

25 Sportlerinnen waren am Start.

## Ergebnisse Männer

### Aerials
| Platz    | Land | Sportler           | Punkte |
| -------- | ---- | ------------------ | ------ |
| Finale 2 |      |                    |        |
| 1        | SUI  | Noé Roth           | 143,31 |
| 2        | USA  | Quinn Dehlinger    | 123,53 |
| 3        | SUI  | Pirmin Werner      | 107,12 |
| 4        | CAN  | Alexandre Duchaine | 105,21 |
| 5        | UKR  | Oleksandr Okipnjuk | 87,21  |
| 6        | CHN  | Wang Xindi         | 87,00  |
| Finale   |      |                    |        |
| 7        | USA  | Christopher Lillis | 103,98 |
| 8        | CAN  | Victor Primeau     | 103,10 |
| 9        | CHN  | Sun Jiaxu          | 98,64  |
| 10       | UKR  | Maksym Kuznietsov  | 96,39  |
| 11       | CAN  | Lewis Irving       | 93,00  |
| 12       | USA  | Connor Curran      | 91,15  |

Qualifikation: 29. März 2025
Finale: 30. März 2025

Es waren 24 Sportler am Start.

### Big Air
| Platz | Land | Sportlerin       | Punkte |
| ----- | ---- | ---------------- | ------ |
| 1     | NZL  | Luca Harrington  | 192,00 |
| 2     | FIN  | Elias Syrjä      | 184,25 |
| 3     | NOR  | Birk Ruud        | 183,00 |
| 4     | USA  | Mac Forehand     | 182,00 |
| 5     | USA  | Troy Podmilsak   | 177,25 |
| 6     | USA  | Alexander Hall   | 174,25 |
| 7     | NZL  | Ben Barclay      | 157,00 |
| 8     | FRA  | Matias Roche     | 110,75 |
| 9     | FRA  | Timothe Sivignon | 94,50  |
| 10    | SUI  | Andri Ragettli   | 29,50  |
|       |      |                  |        |
| 11    | SUI  | Fabian Bösch     | 174,50 |
| 17    | GER  | Vincent Veile    | 167,00 |
| 18    | SUI  | Colin Wili       | 166,00 |
| 22    | SUI  | Kim Gubser       | 163,00 |
| 25    | AUT  | Julius Forer     | 158,25 |
| 40    | AUT  | Hannes Rudiger   | 117,25 |

Qualifikation: 27. März 2025

Finale: 29. März 2025

Es waren 50 Sportler am Start.

### Halfpipe
| Platz | Land | Sportler             | Punkte |
| ----- | ---- | -------------------- | ------ |
| 1     | NZL  | Finley Melville Ives | 96,00  |
| 2     | USA  | Nick Goepper         | 94,00  |
| 3     | USA  | Alex Ferreira        | 92,50  |
| 4     | NZL  | Luke Harrold         | 90,75  |
| 5     | USA  | Hunter Hess          | 89,75  |
| 6     | EST  | Henry Sildaru        | 88,75  |
| 7     | CAN  | Brendan MacKay       | 86,25  |
| 8     | CAN  | Dylan Marineau       | 84,50  |
| 9     | CAN  | Andrew Longino       | 81,00  |
| 10    | CAN  | Noah Bowman          | 75,00  |
|       |      |                      |        |
| 13    | SUI  | Rafael Kreienbühl    | 70,00  |
| 15    | AUT  | Samuel Baumgartner   | 59,50  |
| 22    | SUI  | Alan Bornet          | 11,50  |

Qualifikation: 28. März 2025

Finale: 30. März 2025

Es waren 22 Sportler am Start.

### Moguls
| Platz | Land | Sportler         | Punkte |
| ----- | ---- | ---------------- | ------ |
| 1     | JPN  | Ikuma Horishima  | 89,03  |
| 2     | CAN  | Mikaël Kingsbury | 82,68  |
| 3     | KOR  | Jung Dae-yoon    | 81,76  |
| 4     | USA  | Nick Page        | 80,77  |
| 5     | AUS  | Matt Graham      | 74,84  |
| 6     | CAN  | Julien Viel      | 58,36  |
| 7     | SWE  | Filip Gravenfors | 7,76   |
| 8     | FIN  | Severi Vierela   | DNF    |
| 9     | AUS  | Cooper Woods     | 79,64  |
| 10    | KAZ  | Pawel Kolmakow   | 77,32  |
|       |      |                  |        |
| 26    | SUI  | Enea Buzzi       | 66,00  |
| 32    | GER  | Linus Merz       | 56,83  |
| 34    | SUI  | Martino Conedera | 54,52  |
| 39    | GER  | Nicolas Weese    | 39,98  |

Qualifikation: 18. März 2025
Finale: 19. März 2025

46 Sportler waren am Start.

### Dual Moguls
| Platz | Land | Sportlerin        |
| ----- | ---- | ----------------- |
| 1     | CAN  | Mikaël Kingsbury  |
| 2     | JPN  | Ikuma Horishima   |
| 3     | AUS  | Matt Graham       |
| 4     | SWE  | Filip Gravenfors  |
| 5     | GBR  | Matteo Jeannesson |
| 6     | KAZ  | Pawel Kolmakow    |
| 7     | USA  | Charlie Mickel    |
| 8     | AUS  | Cooper Woods      |
|       |      |                   |
| 31    | SUI  | Enea Buzzi        |
| 34    | SUI  | Martino Conedera  |
| 37    | GER  | Linus Merz        |
| 39    | GER  | Nicolas Weese     |

Finale: 21. März 2025

45 Sportler waren am Start.

### Skicross
| Platz | Land | Sportler                  |
| ----- | ---- | ------------------------- |
| 1     | SUI  | Ryan Regez                |
| 2     | GER  | Tobias Müller             |
| 3     | JPN  | Ryō Sugai                 |
| 4     | FRA  | Youri Duplessis Kergomard |
| 5     | SWE  | David Mobärg              |
| 6     | ITA  | Simone Deromedis          |
| 7     | AUT  | Adam Kappacher            |
| 8     | FRA  | Melvin Tchiknavorian      |
|       |      |                           |
| 11    | SUI  | Alex Fiva                 |
| 11    | AUT  | Johannes Rohrweck         |
| 12    | GER  | Florian Wilmsmann         |
| 14    | GER  | Tim Hronek                |
| 15    | AUT  | Johannes Aujesky          |
| 17    | SUI  | Tobias Baur               |
| 20    | GER  | Cornel Renn               |
| 27    | SUI  | Romain Détraz             |
| 28    | AUT  | Tristan Takats            |

Qualifikation: 20. März 2025
Finale: 21. März 2025

44 Sportler waren am Start.

### Slopestyle
| Platz | Land | Sportlerin         | Punkte |
| ----- | ---- | ------------------ | ------ |
| 1     | NOR  | Birk Ruud          | 89,10  |
| 2     | USA  | Mac Forehand       | 85,53  |
| 3     | USA  | Alexander Hall     | 84,72  |
| 4     | SUI  | Andri Ragettli     | 83,79  |
| 5     | NOR  | Tormod Frostad     | 83,60  |
| 6     | NZL  | Luca Harrington    | 82,31  |
| 7     | USA  | Troy Podmilsak     | 80,09  |
| 8     | USA  | Hunter Henderson   | 79,74  |
| 9     | SUI  | Fabian Bösch       | 78,54  |
| 10    | NOR  | Sebastian Schjerve | 77,76  |
|       |      |                    |        |
| 19    | AUT  | Julius Forer       | 62,51  |
| 25    | SUI  | Kim Gubser         | 58,19  |
| 32    | GER  | Vincent Veile      | 53,00  |
| 37    | SUI  | Colin Wili         | 51,14  |

Qualifikation: 19. März 2025
Finale: 21. März 2025

49 Sportler waren am Start.

## Ergebnisse Mixed

### Ski Cross Team
| Platz | Land | Sportler                                           |
| ----- | ---- | -------------------------------------------------- |
| 1     | SUI  | Ryan Regez Fanny Smith                             |
| 2     | FRA  | Melvin Tchiknavorian Jade Grillet Aubert           |
| 3     | ITA  | Yanick Gunsch Jole Galli                           |
| 4     | FRA  | Youri Duplessis Kergomard Marielle Berger Sabbatel |
| 5     | GER  | Tobias Müller Daniela Maier                        |
| 6     | GER  | Florian Wilmsmann Luisa Klapprott                  |
| 7     | AUT  | Adam Kappacher Katrin Ofner                        |
| 8     | SUI  | Alex Fiva Talina Gantenbein                        |
|       |      |                                                    |
| 13    | AUT  | Johannes Rohrweck Christina Födermayr              |

Finale: 22. März 2025

Es waren 16 Teams am Start.

### Aerials Teamwettbewerb
| Platz | Land | Sportler                                                                       | Punkte |
| ----- | ---- | ------------------------------------------------------------------------------ | ------ |
| 1     | USA  | Kaila Kuhn (100,29) Quinn Dehlinger (119,00) Christopher Lillis (125,34)       | 344,63 |
| 2     | UKR  | Anhelina Brykina (57,96) Oleksandr Okipnjuk (121,27) Dmytro Kotowskyj (133,12) | 312,35 |
| 3     | SUI  | Lina Kozomara (64,74) Noé Roth (114,03) Pirmin Werner (102,66)                 | 281,43 |
| 4     | AUS  | Danielle Scott (95,52) Laura Peel (103,89) Reilly Flanagan (73,08)             | 272,49 |

Finale: 27. März 2025

Es waren 7 Teams am Start.